# Orologio a diapason
L'orologio a diapason o orologio sonico è uno strumento per la misurazione del tempo che basa il suo funzionamento sull'oscillazione regolare (isocronismo) di un diapason, controllato da un circuito elettronico. 
Questa tecnologia - stadio intermedio tra gli orologi meccanici e quelli al quarzo - è stata impiegata nell'orologeria di alta gamma tra il 1960 ed il 1977.

## Storia

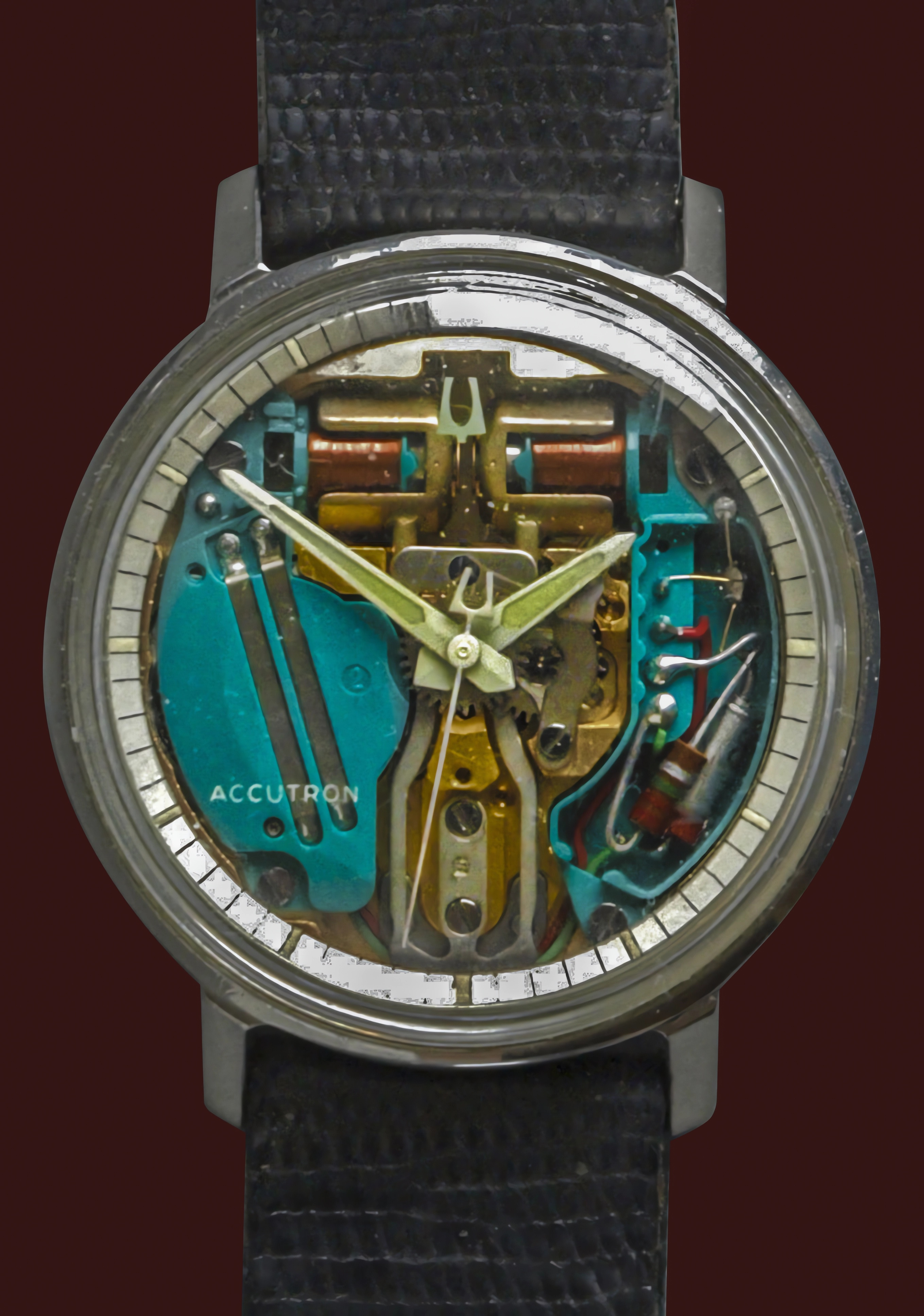
Uno dei primi modelli di orologio a diapason (Bulova Spaceview) - 1960 circa

L'invenzione dell'orologio a diapason si deve all'ingegnere elettronico svizzero Max Hetzel (5 marzo 1921 - 2004); l'idea risale a cent'anni prima quando Breguet tentò di applicarla senza successo a un orologio meccanico.
Il concetto dell'orologio da polso a frequenza acustica è del 1952, mentre Hetzel lavorava per la statunitense Bulova. L'azienda, preoccupata per l'imminente lancio dell'orologio elettrico da polso, da parte delle ditte Elgin e Lip, accettò di sviluppare le intuizioni di Hetzel. Già nel 1955 l'orologio a diapason aveva otto prototipi marcianti. 
La Bulova, fiutata l'importanza anche militare del progetto, trasferì lo sviluppo della tecnologia in USA; dopo ulteriori quattro anni di ricerca la produzione commerciale dell'orologio con il nome di Bulova Accutron cominciò il 25 ottobre 1960. All'epoca l'Accutron (accuracy through electronics) rappresentava l'orologio da polso più preciso mai costruito.

## Caratteristiche
Per capire le caratteristiche degli orologi a diapason è utile un passo indietro; un orologio è formato da tre componenti essenziali:
- motore (fonte di energia)
- oscillatore (meccanismo misuratore del tempo)
- quadrante (indicatore dell'ora)

Negli orologi a pendolo le funzioni sono svolte dal peso, dal pendolo, e dalle lancette.
Negli orologi meccanici da polso queste parti corrispondono alla molla, al bilanciere, e alle lancette.
Nell'orologio a diapason la funzione è svolta da una batteria, dal diapason, e dalle lancette.
La scelta di impiegare un diapason al posto del bilanciere, ancora oggi usato negli orologi da polso, permette di aumentare la frequenza dell'oscillazione da 5-10 Hz a 300-720 Hz. Più alta la frequenza, maggiore la precisione raggiungibile dallo strumento (Q = fattore di merito); inoltre gli sforzi meccanici sono ridotti perché, a differenza degli orologi tradizionali, il treno degli ingranaggi muove solo le lancette, ma non il bilanciere; infine, secondo i modelli, gli errori posizionali dovuti alla forza di gravità sono minimi o nulli.
Il Bulova Accutron ha una frequenza di oscillazione di 360 Hertz; alcuni modelli successivi hanno frequenze diverse, ma la caratteristica principale di questo tipo di orologi è di emettere una nota udibile dalla frequenza costante, da qui il nome di orologio sonico. 
L'altra caratteristica peculiare è la rotazione continua della lancetta dei secondi: mentre in un orologio al quarzo questa scatta ogni secondo (secondi saltanti), e negli orologi meccanici essa sembra girare in continuo (ma in realtà procede per scatti a ogni alternanza del bilanciere, circa 5 per secondo: secondi trottanti), negli orologi a diapason il moto è praticamente circolare uniforme poiché la lancetta si muove alla velocità della ruota indice, cioè 300-320 volte al secondo (secondi continui) . 

## Tecnologia
La tecnologia di questo orologio è frutto di un lavoro ingegneristico di notevole complessità.

### Diapason
Il diapason è l'oscillatore dell'orologio; porta saldato a ciascun estremo libero un magnete permanente. È fuso in lega invariabile.

### Bobine
I magnetini sono inseriti in un avvolgimento di filo di rame, che forma 8100 spire per bobina. Il diametro di questo filo è sottilissimo, 15 micron. Una delle bobine ha un avvolgimento secondario che funge da feedback per il circuito elettronico.

### Batteria
L'Accutron impiegava una batteria ad ossido di mercurio da 1,35 V, con durata di un anno circa; ora non sono più prodotte. Attualmente vengono prodotti degli adattatori basati su un circuito appositamente studiato e montato su una pila 395 da 1.55 V che fa sì che la tensione di uscita sia di 1,35 V.

### Transistor
Il circuito utilizza un transistor bipolare, il primo mai impiegato in un orologio da polso. Il Bulova Accutron è stato uno dei primi apparecchi elettronici in assoluto in commercio su grande scala.

### Ruota indice (a cricco)
Il cuore del meccanismo a ingranaggi è la ruota indice, che converte in un movimento circolare la vibrazione del diapason. Questa costituisce ancora  - ad oltre 60 anni dalla sua invenzione -  il pezzo meccanico più raffinato e della più alta precisione mai ospitato in un orologio. La ruota ha un diametro di 2,4 mm e 320 denti profondi 10 micron, visibili solo al microscopio. In alcuni modelli successivi essa porta 300 denti.

### Leve a cricco
Due piccole leve a cricco munite di rubino regolano il movimento tra il diapason e la ruota indice. Una, legata al diapason, spinge il treno degli ingranaggi, l'altra, fissata alla cassa, esercita una forza in senso contrario: il loro ruolo è analogo allo scappamento degli orologi meccanici. Ad ogni vibrazione del diapason la ruota indice avanza di 1,5 denti, per poi tornare indietro di 0,5 denti. Il meccanismo, con una taratura complessa, è concepito per compensare possibili differenze  (+- 50%) di ampiezza nella vibrazione del diapason ed assicurare regolarità di marcia.

## Funzionamento
Il funzionamento è innovativo per l'epoca per quel che riguarda la parte elettronica e dell'oscillatore, mentre è tradizionale per la parte meccanica del movimento che aziona le lancette. Per questo gli orologi a diapason vengono chiamati impropriamente elettro-meccanici. In realtà il circuito dell'orologio è un vero circuito elettronico.
La combinazione del circuito con il diapason forma un servosistema estremamente stabile e accurato. La precisione raggiunta da questo tipo di orologi è del 99,99772 %, che corrisponde ad uno scarto di 60 secondi / mese. 

### Circuito risonatore
Il diapason è il risonatore del circuito, mentre la componente elettronica serve a mantenere il moto ed a ricevere il feedback che il diapason crea nell'avvolgimento secondario di una delle bobine, per induzione.

### Trasmissione del moto
Il moto costante del diapason viene trasmesso al treno degli ingranaggi, e in definitiva alle lancette, tramite una leva a cricco, che collegata alla ruota a cricco (o indice) costituisce il cuore dei meccanismi dell'orologio a diapason, e anche la sua parte più delicata.

### Principio di funzionamento
La batteria alimenta il transistor e le bobine; quando il braccio del diapason si avvicina alla bobina con l'avvolgimento secondario, questa genera per induzione una corrente di feedback; il transistor interrompe quindi il circuito causando il rilascio del braccio; quando il diapason torna verso l'altro avvolgimento, la bobina con le spire secondarie genera una corrente di segno inverso: il transistor ricollega il circuito e la corrente della batteria torna a fluire nelle bobine attraendo di nuovo il braccio.
Il circuito genera così un campo magnetico variabile che attrae e respinge i magneti in cima alla forcella e mantiene in vibrazione isocrona il diapason.
Il sistema si stabilizza da solo: nel caso in cui l'orologio prenda un colpo che accelera o ritarda il diapason, il circuito toglie o mantiene la corrente finché il diapason non ritorna alla frequenza di lavoro.

## Altri tipi di orologi sonici
Negli anni seguenti al lancio dell'Accutron, la Bulova concesse il brevetto ad un consorzio di aziende svizzere, che sviluppò un 

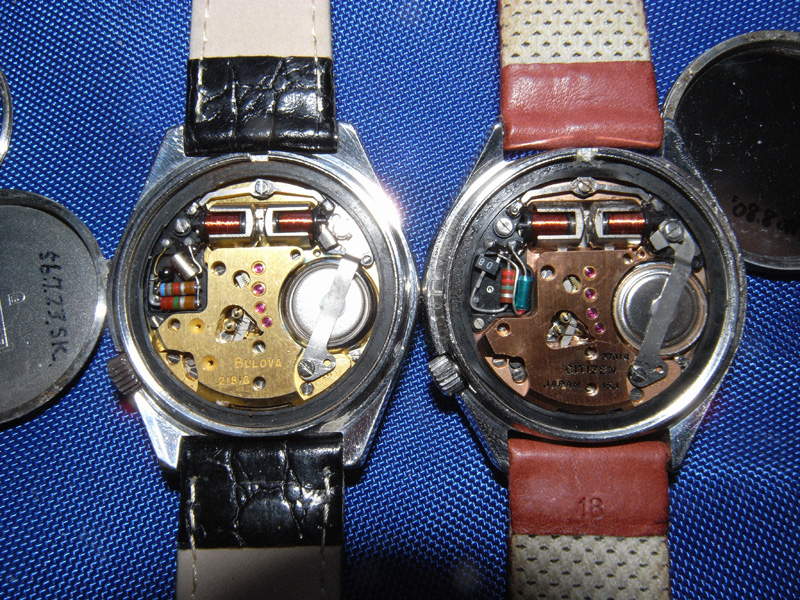
Due altri tipi di movimenti a diapason

movimento perfezionato, sempre sotto la guida di Max Hetzel, tornato in patria. Il progetto si chiamava Swissonic 100, e il movimento, creato dalla Ebauches S.A. (ESA) prese il nome di ESA 9162, talvolta chiamato anche MOSABA (montre sans balancier). Numerose aziende lo montarono in vari modelli, tra cui IWC, Longines, Omega, Zenith. 
Il progetto migliorava l'Accutron con un diverso disegno del diapason, una frequenza leggermente inferiore (300 Hz) ed una migliore tecnica costruttiva,così da minimizzarne gli errori posizionali. Questo permise di far ottenere a questi movimenti lo status di cronometri per la loro elevata affidabilità. Il movimento viene chiamato la "Rolls-Royce" degli orologi a diapason.
Ulteriori sviluppi si ebbero con una variante a cronografo, ESA 9210, e con un orologio completamente diverso per concezione, sempre invenzione di Max Hetzel, prodotto da Omega, in cui il diapason vibra a 720 Hz, e la trasmissione agli ingranaggi è magnetica (cal. 1220).

## Declino della tecnologia
Nel 1962 il consorzio dell'industria orologera svizzera fondò il CEH (centre electronique horloger) per la ricerca di nuovi tipi di movimenti. Cinque anni dopo erano in funzione due prototipi di orologi con un nuovo oscillatore a 8.192 Hz, un cristallo di quarzo. Dal 10 aprile 1970 sedici Case offriranno il primo orologio da polso analogico al quarzo svizzero, il cui movimento verrà chiamato Beta 21.
Nel Natale 1969 Seiko battendo sul tempo gli svizzeri lanciava a Tokyo il primo orologio da polso al quarzo col nome di Seiko 35 SQ Astron, vantando un'accuratezza di 5 s/mese, dodici volte più preciso di un orologio a diapason. Costava come una Toyota Corolla dell'epoca.
L'avvento dei primi orologi al quarzo, con l'inizio del 1970, rese la tecnologia al diapason costosa ed obsoleta; per qualche anno ancora i movimenti convissero in parallelo; Bulova ne lanciò uno sostituendo al diapason un cristallo di quarzo, mantenendo tuttavia il resto del meccanismo (Accuquartz 224). 
La quartz revolution a quadrante digitale annientò l'orologeria tradizionale, e sia Bulova che gli svizzeri cessarono la produzione di questi orologi di alta ingegneria. Alcune aziende fallirono, altre sopravvissero a stento, dedicandosi a percorsi alternativi (design, lusso) ma meno tecnologici: gli anni d'oro dell'orologeria elettronica terminarono con il 1977.

## Curiosità
- In ogni Accutron ci sono 160 metri di filo di rame isolato
- L'Accutron è stato il primo orologio elettronico da polso, e il primo ad utilizzare un transistor bipolare[15]
- L'Accutron è stato il primo orologio senza molla né bilanciere
- L'Accutron è stato usato come segnatempo del satellite Vanguard 1 nel 1958[16], in orbita da oltre 50 anni
- Le ferrovie di molti Paesi adottarono da subito questo orologio come segnatempo ufficiale[14]
- Il Bulova Accutron è stato usato nelle missioni spaziali Apollo come orologio di bordo[15]
- Questo orologio è stato impiegato nella prima misurazione corretta della superficie della Groenlandia[15]
- Negli orologi a diapason è contenuto l'ingranaggio più sofisticato mai realizzato nella storia dell'orologeria[15] (v. ruota indice)